# Grevilly
Grevilly est une commune française située dans le département de Saône-et-Loire, en région Bourgogne-Franche-Comté.
Elle appartient au Haut-Mâconnais et fait désormais partie du canton de Tournus, après avoir appartenu au canton de Lugny de 1790 à 2015.
L'une de ses particularités est de figurer parmi les dix communes les moins peuplées de Saône-et-Loire. En effet, trente habitants y étaient recensés au 1er janvier 2019 (chiffre officialisé par l'INSEE au 1er janvier 2022), ce qui classe cette commune au 2e rang des communes les moins peuplées de Saône-et-Loire, derrière Chérizet (20 habitants) et devant Montceaux-Ragny (31 habitants).

## Géographie
Grevilly est une commune viticole du Haut-Mâconnais.
Village viticole, Grevilly dispose de vignes dont la vendange est majoritairement vinifiée à la cave coopérative de Lugny. La commune dispose toutefois d'un vigneron indépendant : le Domaine viticole Alexis de Benoist.

### Climat
Pour des articles plus généraux, voir Climat de la Bourgogne-Franche-Comté et Climat de Saône-et-Loire.
En 2010, le climat de la commune est de type climat océanique dégradé des plaines du Centre et du Nord, selon une étude du Centre national de la recherche scientifique s'appuyant sur une série de données couvrant la période 1971-2000. En 2020, Météo-France publie une typologie des climats de la France métropolitaine dans laquelle la commune est exposée à un climat semi-continental et est dans la région climatique Bourgogne, vallée de la Saône, caractérisée par un bon ensoleillement (1 900 h/an), un été chaud (18,5 °C), un air sec au printemps et en été et des vents faibles.
Pour la période 1971-2000, la température annuelle moyenne est de 10,4 °C, avec une amplitude thermique annuelle de 17,3 °C. Le cumul annuel moyen de précipitations est de 957 mm, avec 9,9 jours de précipitations en janvier et 8 jours en juillet. Pour la période 1991-2020, la température moyenne annuelle observée sur la station météorologique de Météo-France la plus proche, « Jalogny_sapc », sur la commune de Jalogny à 18 km à vol d'oiseau, est de 11,2 °C et le cumul annuel moyen de précipitations est de 873,4 mm. 
La température maximale relevée sur cette station est de 39,6 °C, atteinte le 12 août 2003 ; la température minimale est de −21,6 °C, atteinte le 17 janvier 1985,,.
Les paramètres climatiques de la commune ont été estimés pour le milieu du siècle (2041-2070) selon différents scénarios d'émission de gaz à effet de serre à partir des nouvelles projections climatiques de référence DRIAS-2020. Ils sont consultables sur un site dédié publié par Météo-France en novembre 2022.

## Urbanisme

### Typologie
Au 1er janvier 2024, Grevilly est catégorisée commune rurale à habitat très dispersé, selon la nouvelle grille communale de densité à sept niveaux définie par l'Insee en 2022.
Elle est située hors unité urbaine et hors attraction des villes,.

### Occupation des sols
L'occupation des sols de la commune, telle qu'elle ressort de la base de données européenne d’occupation biophysique des sols Corine Land Cover (CLC), est marquée par l'importance des territoires agricoles (78,7 % en 2018), une proportion identique à celle de 1990 (78,7 %). La répartition détaillée en 2018 est la suivante : zones agricoles hétérogènes (60 %), forêts (21,3 %), prairies (18,5 %), cultures permanentes (0,3 %). L'évolution de l’occupation des sols de la commune et de ses infrastructures peut être observée sur les différentes représentations cartographiques du territoire : la carte de Cassini (XVIIIe siècle), la carte d'état-major (1820-1866) et les cartes ou photos aériennes de l'IGN pour la période actuelle (1950 à aujourd'hui).

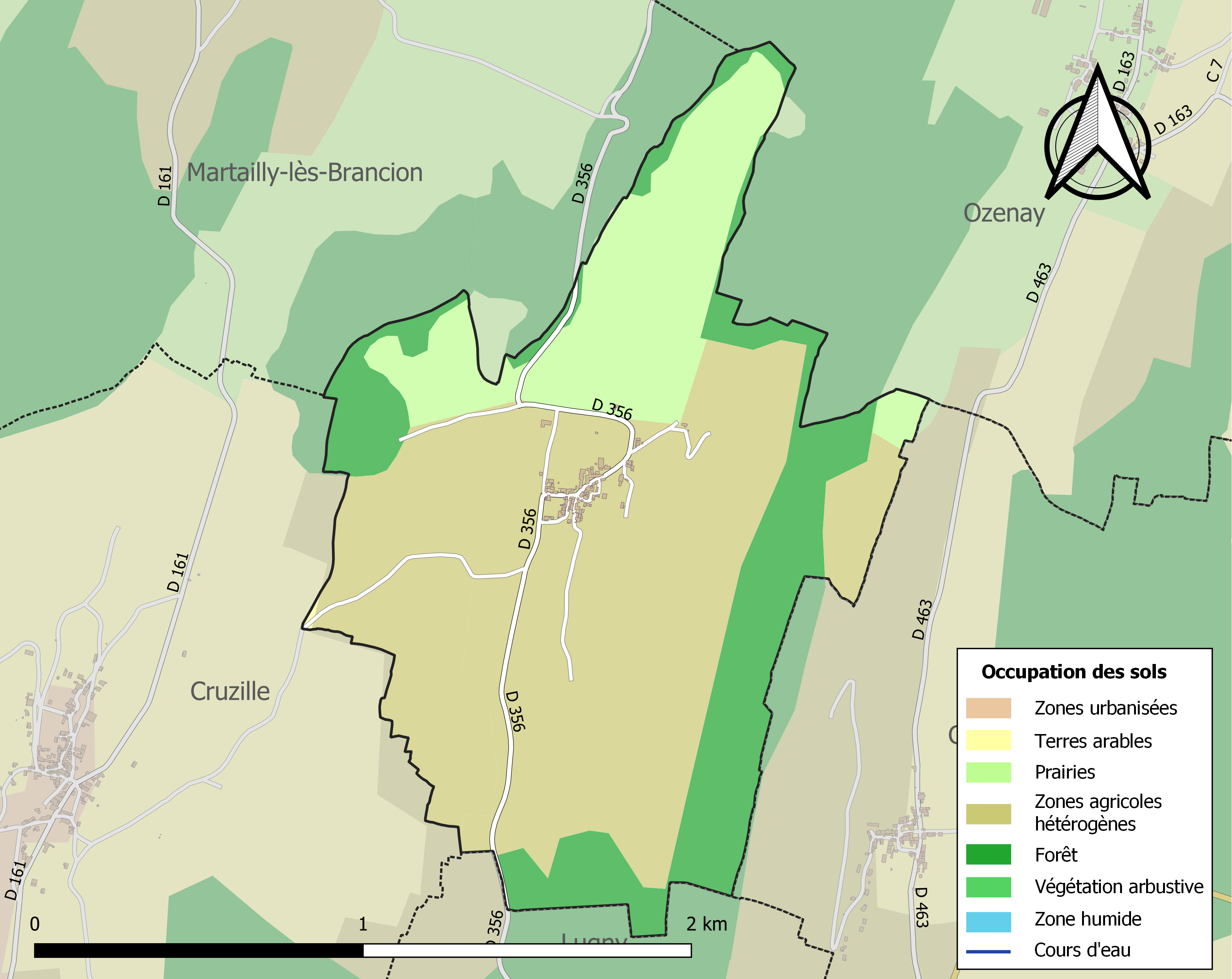
Carte des infrastructures et de l'occupation des sols de la commune en 2018 (CLC).

### Plan local d'urbanisme
L'urbanisme sur le territoire de Grevilly est régi par un plan local d'urbanisme intercommunal (PLUi), document d’urbanisme dont le territoire d’effet n'est plus la commune mais la communauté de communes, soit vingt-quatre communes membres réparties sur le Haut-Mâconnais et le Tournugeois.
Ce document stratégique traduit les principes d’aménagement du territoire et constitue un outil réglementaire fixant les règles de construction et d’occupation des sols applicables sur le territoire de l'intercommunalité du Mâconnais-Tournugeois, d'où son contenu : un rapport de présentation retraçant le diagnostic du territoire, un projet d’aménagement et de développement durable (PADD) exposant la stratégie intercommunale, des orientations d’aménagement et de programmation (OAP) définissant les conditions d’aménagements de certains quartiers/ilots (cas particuliers), un règlement fixant les règles d’utilisation et de droit des sols ainsi que des annexes (plan de zonage, liste des servitudes, etc.).
Le PLUi du Mâconnais-Tournugeois, fruit d'un processus lancé par la communauté de communes en 2016, a été définitivement adopté par le conseil communautaire le 21 décembre 2023. Il est entré en vigueur le 12 mars 2024.

## Histoire

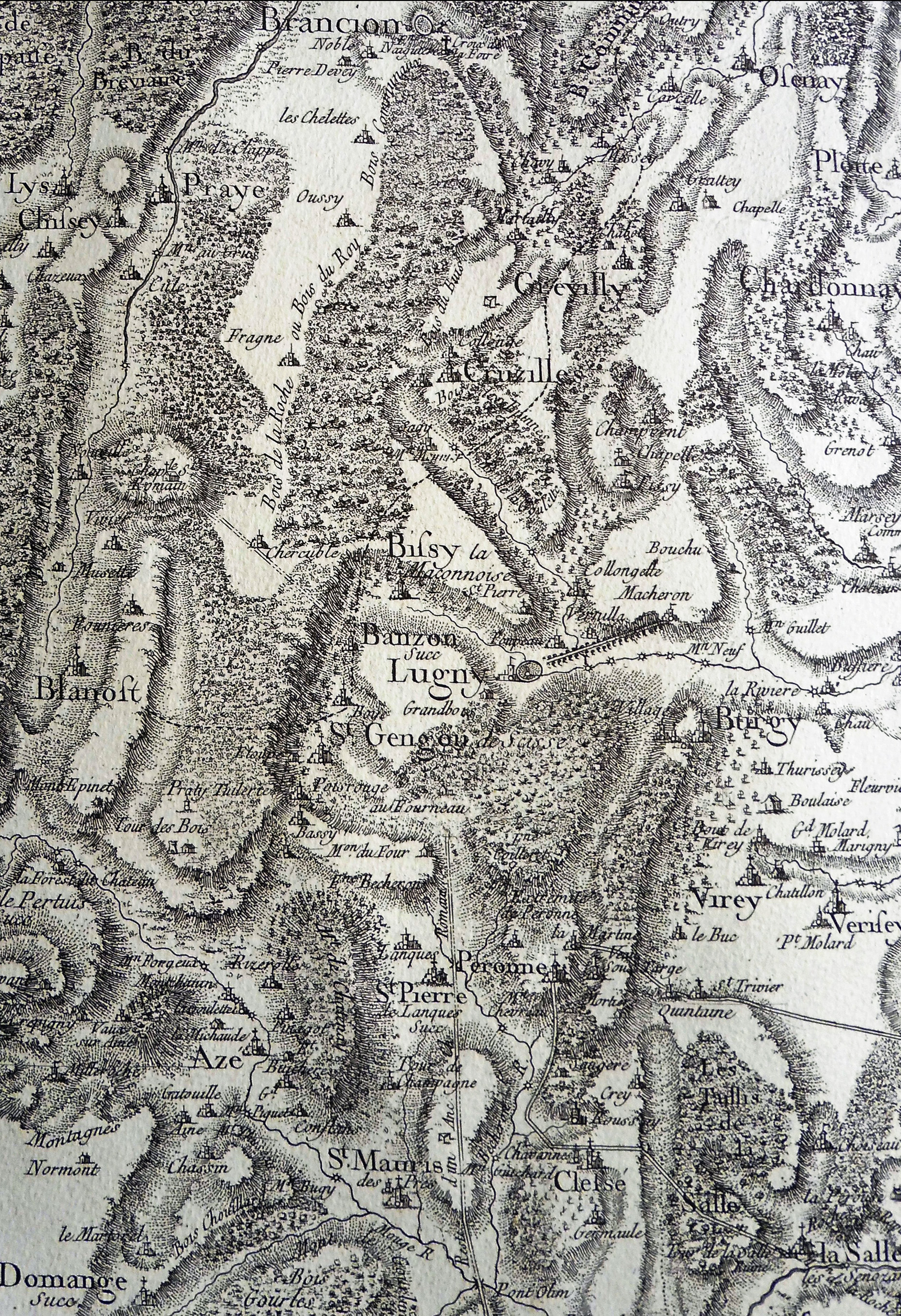
Grevilly et les villages du Haut-Mâconnais en 1759, d'après la carte de Cassini.

En 1581, Georges de Beauffremont, seigneur de Cruzille, obtint que cette seigneurie soit érigée en comté, « pour lui et ses hoirs mâles sans être sujet à la reversion au domaine et couronne en cas que ledit sieur de Beauffemont décédera sans enfants mâles ». Le comté comprenait Collonge, Sagy et Ouxy (sur l'actuelle commune de Cruzille) ainsi que Gratay, Cruzille, Grevilly et Ozenay.
1790 : à la création des cantons, la commune de Grevilly est rattachée au canton de Tournus. Quelques années plus tard, tout comme Chardonnay et Montbellet, Grevilly sera rattachée au canton de Lugny.
1972 : création du syndicat intercommunal à vocation multiple (SIVOM) du canton de Lugny (siège en mairie de Lugny), auquel adhèrent Grevilly et treize autres communes du Haut-Mâconnais, avec pour objet : la couverture des dépenses d'investissement et de fonctionnement du collège de Lugny, la réalisation d'une maison de retraite, la création et le fonctionnement de tous services sociaux (tels que dispensaire, aide à domicile par exemple), la réalisation de travaux d'assainissement, le ramassage d'ordures ménagères et l'entretien de la voirie communale.
1993 : fondation de la communauté de communes du Haut-Mâconnais (avec Lugny pour siège), regroupant sept communes : Bissy-la-Mâconnaise, Burgy, Chardonnay, Cruzille, Grevilly, Lugny et Saint-Gengoux-de-Scissé. À cette première communauté de communes a succédé, le 1er janvier 2003, la communauté de communes du Mâconnais - Val de Saône (siège à Lugny), résultant de la fusion de trois intercommunalités (celles du Haut-Mâconnais, de la Haute-Mouge et du Mâconnais-Val de Saône) et totalisant une population de 7 336 habitants.
Décembre 1997 : rattachement des communes de Grevilly et de Cruzille, qui disposaient jusque-là d'une compagnie de sapeurs-pompiers, au secteur du centre de secours de Lugny, entraînant la dissolution de la compagnie de Cruzille-Grevilly.

## Politique et administration

### Administration municipale

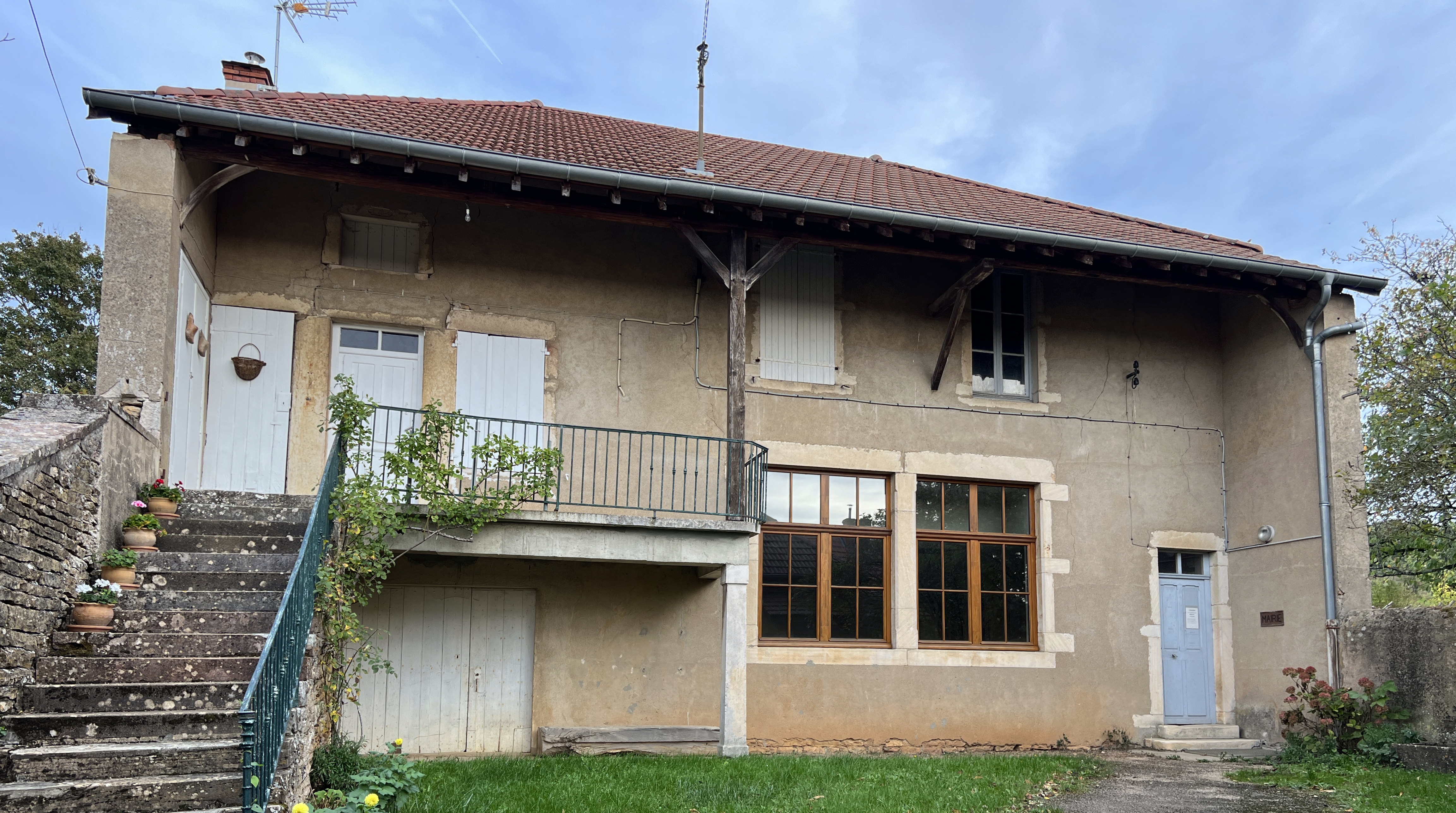
Mairie.

La commune de Grevilly, dont le conseil municipal est composé de sept membres (maire, adjoints au maire et conseillers municipaux), a, depuis octobre 2020, Patrice Raguet pour maire (élu à l'automne 2020, après la démission en juillet de François Chevalier, qui avait été réélu pour un 3e mandat).

### Liste des maires
Antérieurement, Grevilly a notamment eu pour maires :
| Période                                  | Période                  | Identité                        | Étiquette | Qualité |
| ---------------------------------------- | ------------------------ | ------------------------------- | --------- | --- |
| mars 1810                                |                          | Claude Canot                    |           | |
| juin 1818                                |                          | Jean Mulsey                     |           | |
| 1832                                     |                          | Jacques Meunier                 |           | |
| 1843                                     |                          | Joachim Gaudet                  |           | |
| août 1848                                |                          | Philibert Billebot              |           | |
| 1849                                     |                          | Claude Couturier                |           | |
| 1853                                     | 1856                     | Joachim Gaudet                  |           | |
| 1856                                     | 1860                     | Joseph Rivet (?)                |           | |
| 1860                                     | 1861                     | Philibert Billebot              |           | |
| 1865                                     | 1883                     | Joseph Rivet                    |           | |
| 1884                                     |                          | Ernest de Benoist de Gentissart |           | |
| 1919                                     |                          | Benoît Ravier                   |           | |
| 1939                                     |                          | Jean-Baptiste Couturier         |           | |
| 1944                                     | 1957                     | Etienne Chaffanjon              |           | |
|                                          |                          | André Billard                   |           | |
|                                          | mars 1989                | Mme de Benoist de Gentissart    |           | |
| mars 1989                                | juin 1995                | Jean Chevalier                  |           | Agriculteur, installé à Grevilly en 1952. Décoré de la médaille d'honneur régionale, départementale et communale (vermeil) à Grevilly en septembre 1995. Était entré au conseil municipal en 1965, élu adjoint au maire en 1983. Décédé en décembre 1998. |
| juin 1995                                | 2002 (démission)         | Michèle Desseigne               |           | Réélue en mars 2001. Démissionne pour raisons de santé, et devient 2e adjoint au maire. |
| janvier 2003                             | juillet 2020 (démission) | François Chevalier              | /         | Élu maire après avoir été premier adjoint au maire. Réélu en 2008 et 2014 et 2020. Démissionne en juillet 2020. |
| octobre 2020                             | en cours                 | Patrice Raguet                  | /         | Retraité de la métallurgie. |
| Les données manquantes sont à compléter. |                          |                                 |           | |

### Intercommunalité et canton

#### Intercommunalité
Grevilly, après avoir appartenu à la communauté de communes du Mâconnais-Val-de-Saône (siège à Lugny), relève depuis le 1er janvier 2017 de la communauté de communes du Mâconnais-Tournugeois (siège à Tournus), à la suite de la mise en place du nouveau schéma départemental de coopération intercommunale (cette nouvelle communauté résulte de la fusion de deux communautés de communes : la communauté de communes du Tournugeois qui regroupait douze communes du Tournugeois et la communauté de communes du Mâconnais-Val-de-Saône qui regroupait douze communes du Haut-Mâconnais).
Cette communauté de communes est gérée par un conseil communautaire composé de quarante et un membres représentant chacune des communes adhérentes (et élus pour une durée de six ans), conseil au sein duquel Grevilly, à l'instar de toutes les autres communes de l'intercommunalité, dispose d'un représentant unique (exception faite de Lugny, Clessé, Viré et Montbellet représentés par deux délégués et de la ville de Tournus qui en totalise treize).
Depuis 2020 (et jusqu'en 2026), le délégué représentant Grevilly au sein de ce conseil communautaire est Patrice Raguet (maire).

#### Canton
Grevilly, commune qui relevait du canton de Lugny depuis 1790, appartient depuis 2015 au canton de Tournus, à la suite du nouveau découpage territorial de Saône-et-Loire entré en vigueur à l'occasion des élections départementales de 2015 (découpage défini par le décret du 18 février 2014, en application des lois du 17 mai 2013).

### Sécurité

#### Gendarmerie

L'unité de gendarmerie à laquelle la commune de Grevilly est rattachée est la brigade de Lugny.

#### Sapeurs-pompiers
Avec Lugny, Saint-Gengoux-de-Scissé, Bissy-la-Mâconnaise, Cruzille et Burgy (ainsi que, depuis juin 2023, une partie des villages de Viré et de Montbellet), la commune de Grevilly relève du secteur d'intervention des sapeurs-pompiers du centre d'incendie et de secours de Lugny.

## Enseignement

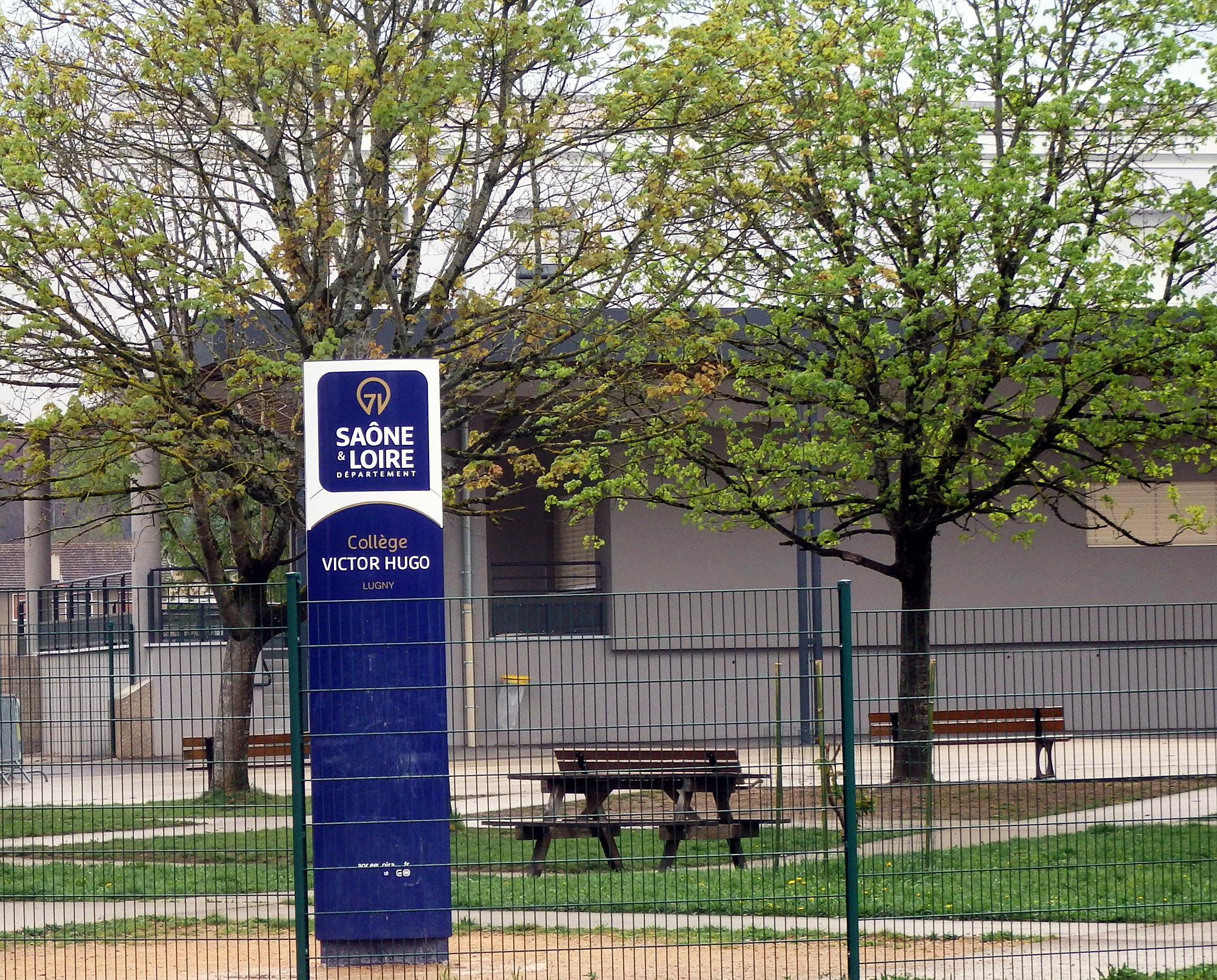
Le collège public Victor-Hugo de Lugny, entré en service en 1977 et dont la carte scolaire s'étend à 19 communes.

Pour l'enseignement secondaire, Grevilly, avec dix-huit autres communes, relève de la carte scolaire du collège « Victor Hugo » de Lugny.

## Démographie
Les habitants de Grevilly s'appellent les Grevillons.

Les vignobles du Mâconnais.

L'évolution du nombre d'habitants est connue à travers les recensements de la population effectués dans la commune depuis 1793. Pour les communes de moins de 10 000 habitants, une enquête de recensement portant sur toute la population est réalisée tous les cinq ans, les populations de référence des années intermédiaires étant quant à elles estimées par interpolation ou extrapolation. Pour la commune, le premier recensement exhaustif entrant dans le cadre du nouveau dispositif a été réalisé en 2004.

En 2022, la commune comptait 26 habitants, en évolution de −27,78 % par rapport à 2016 (Saône-et-Loire : −1,06 %, France hors Mayotte : +2,11 %).
| 1793 | 1800 | 1806 | 1821 | 1831 | 1836 | 1841 | 1846 | 1851 |
| ---- | ---- | ---- | ---- | ---- | ---- | ---- | ---- | ---- |
| 127  | 126  | 141  | 139  | 135  | 164  | 185  | 169  | 174  |

| 1856 | 1861 | 1866 | 1872 | 1876 | 1881 | 1886 | 1891 | 1896 |
| ---- | ---- | ---- | ---- | ---- | ---- | ---- | ---- | ---- |
| 151  | 165  | 185  | 172  | 174  | 174  | 147  | 124  | 115  |

| 1901 | 1906 | 1911 | 1921 | 1926 | 1931 | 1936 | 1946 | 1954 |
| ---- | ---- | ---- | ---- | ---- | ---- | ---- | ---- | ---- |
| 116  | 121  | 118  | 95   | 76   | 71   | 70   | 70   | 69   |

| 1962 | 1968 | 1975 | 1982 | 1990 | 1999 | 2004 | 2006 | 2009 |
| ---- | ---- | ---- | ---- | ---- | ---- | ---- | ---- | ---- |
| 57   | 54   | 53   | 45   | 42   | 37   | 36   | 36   | 35   |

| 2014 | 2019 | 2022 | - | - | - | - | - | - |
| ---- | ---- | ---- | - | - | - | - | - | - |
| 35   | 30   | 26   | - | - | - | - | - | - |

## Lieux et monuments
- L'église romane Saint-Martin. Datant du premier quart du XIIe siècle, l'édifice est « ancré » dans le flanc de la colline, un peu à l'écart du village. Sa façade est à l'ouest et le chœur est tourné vers l'est. L'église fait partie des cinquante-sept églises du diocèse d'Autun dédiée à saint Martin. Le site (église, cimetière et mur de pierres sèches) a été inscrit au titre des Monuments historiques par arrêté du 24 mars 1942[22]. Au sud a été ajoutée au XIXe une chapelle plafonnée ayant usage de sacristie. L’intérieur de l'église a été restauré en 1978 et l'extérieur en 1994.
- La croix de pierre dressée dans le cimetière, qui date de 1872 et sur laquelle est gravée l’inscription latine « Requiem aeternam Dona eis Domine » (« Seigneur, accorde-leur le repos éternel »).

Niveau randonnée, Grevilly est traversé par l'un des 17 circuits balisés mis en place en 2022-2023 (sur 58 communes de Saône-et-Loire) par plusieurs intercommunalités au sein du territoire du Massif Sud Bourgogne, intitulé Le Mâconnais panoramique (16,1 kilomètres, 357 mètres de dénivelé, départ rue de l'Abreuvoir à Lugny).

## Culte

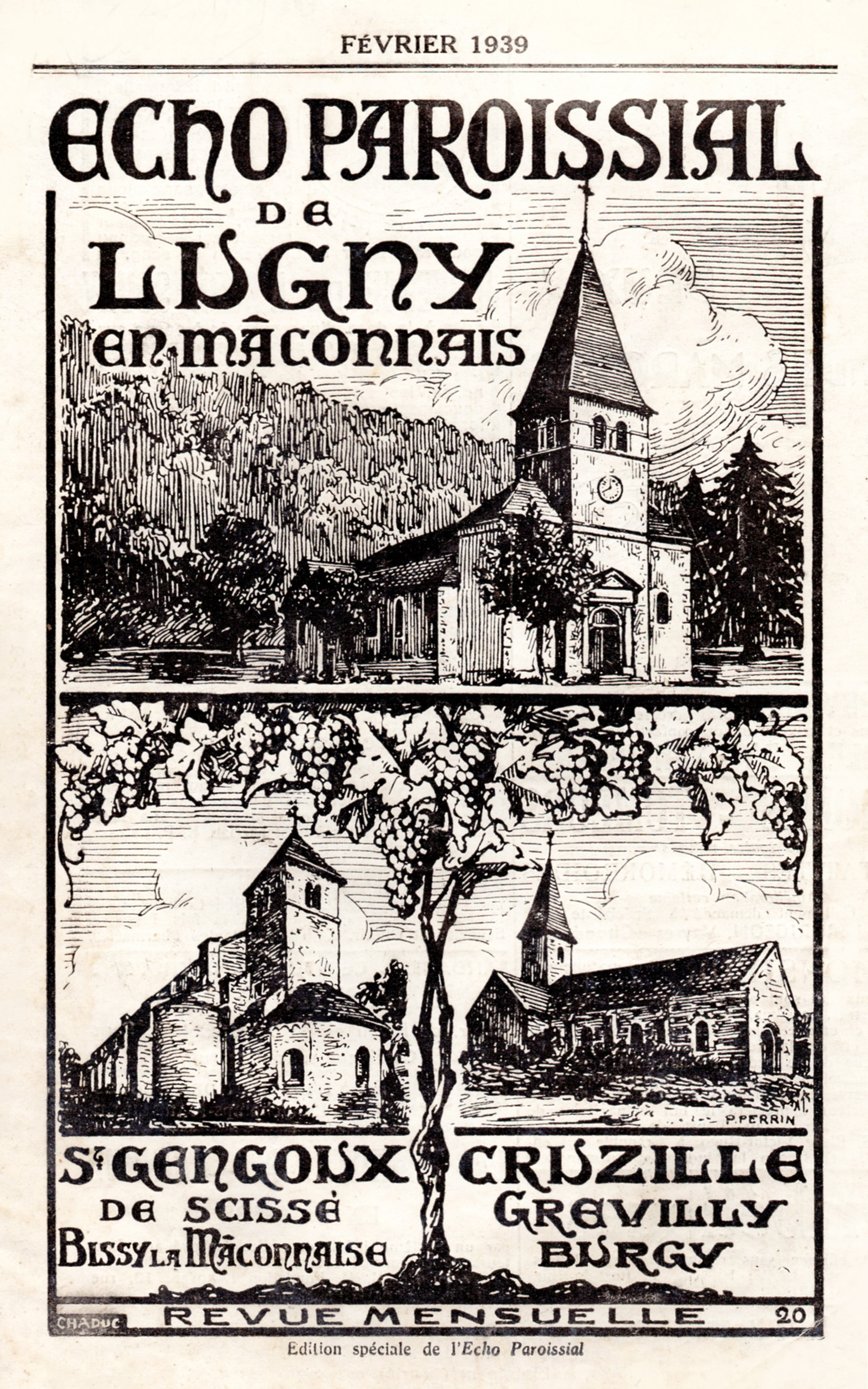

Après la Révolution, Grevilly cessa d'être paroisse. En 1795, lors du rétablissement du culte, la commune, à la demande de ses habitants, fut desservie par Pierre Maréchal, curé de Lugny de 1767 à 1803. Elle fut ultérieurement rattachée à Cruzille pour le culte (commune où, désormais, furent célébrés les offices, donnés les sacrements et faites les inhumations des Grevillons).
Grevilly appartient à l'une des sept paroisses composant le doyenné de Mâcon (doyenné relevant du diocèse d'Autun) : la paroisse Notre-Dame-des-Coteaux en Mâconnais, paroisse qui a son siège à Lugny et qui regroupe la plupart des villages du Haut-Mâconnais.

## Personnalités liées à la commune
- le général Henri de Benoist de Gentissart (1908-1975), ingénieur général[24] ;
- Olivier Marie Emmanuel de Benoist de Gentissart, né en 1974, qui, après avoir étudié à Science Po, devint comédien, humoriste et auteur de deux ouvrages en bandes dessinées intitulés Le dernier rempart à la dictature des femmes, en association avec Olivier Saive (dessinateur) et Vincent Leroy (scénariste), Bamboo éditions, 2012.

## Pour approfondir